# Hermann I. von Winzenburg

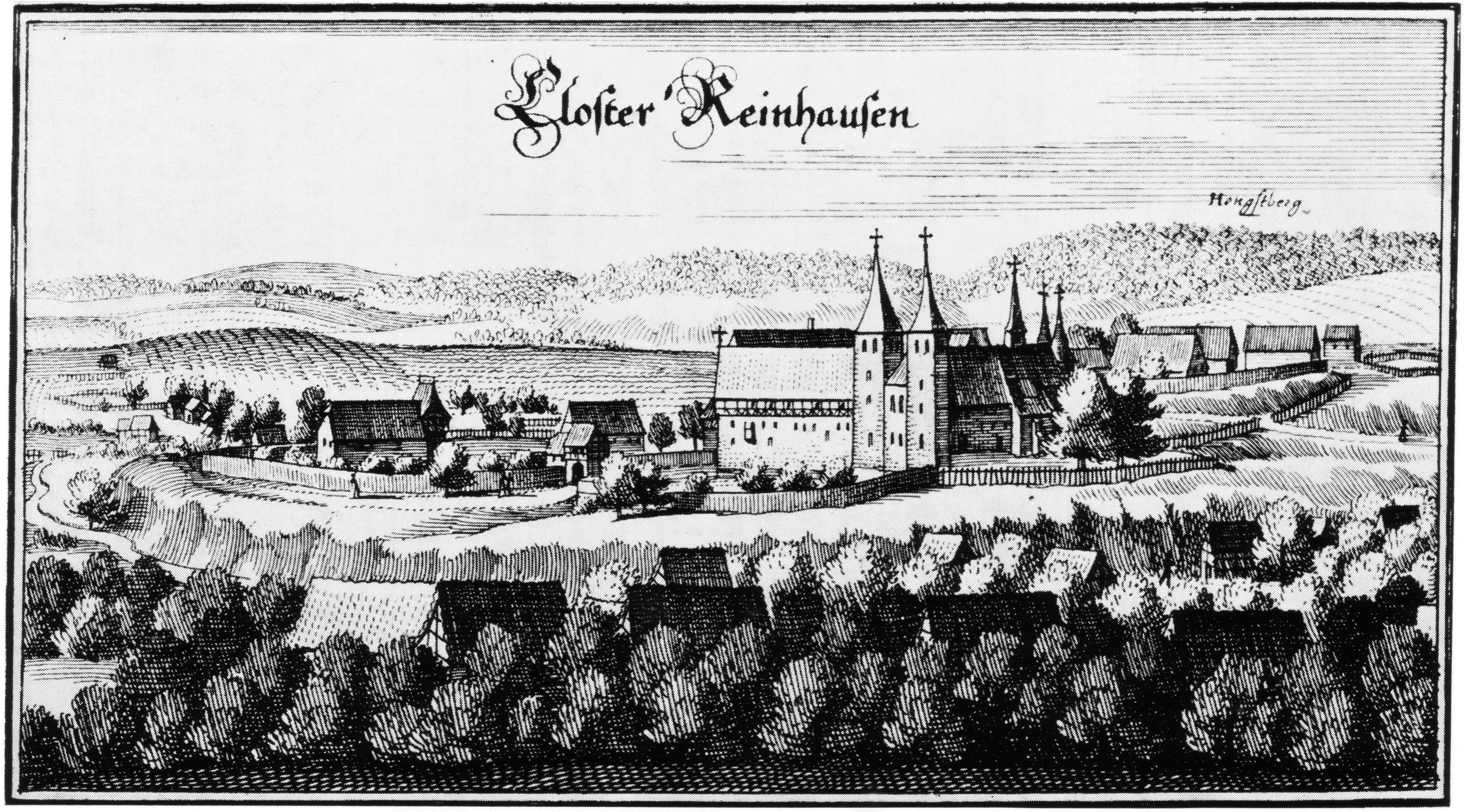
Kloster Reinhausen, Merian 1640

Hermann I. von Winzenburg (* um 1055; † 1122) war ein jüngerer Sohn Ellis von Reinhausen. Er war Graf von Reinhausen und Gleichen.

## Leben
Er begründete vor 1079 mit seinen Geschwistern Konrad, Heinrich, Udo und Mathilde einen Chorherrenstift in Reinhausen, den er um 1112 mit Benediktinern besetze und damit in ein Kloster umwandelte. Die Winzenburg (20 km südlich von Hildesheim), nach der er sich 1109 zuerst benennt, erhielt er als Lehen von seinem Bruder Udo, der Bischof von Hildesheim geworden war. Von seinem Bruder Heinrich erbte er die Grafschaft über den Leinegau, wo er dem Landgericht zu Grone vorsaß. Seine Schwester Mathilde war mit einem bayerischen Grafen verheiratet, von dem vermutet wird, dass er Meginhard von Vornbach († 1066) war, Graf von Rattelnberg und Windberg.
Zwischen 1106 und 1114 befand sich Hermann öfter im Gefolge Heinrichs V., wo er in Urkunden als comes Herimannus saxoniae oder comes Hermannus de saxonia, von 1112 bis 1114 auch als marchio de saxonia bezeichnet wird. Nach der Schlacht am Welfesholz, spätestens 1118 wechselte Hermann die Seiten und unterstützte Sachsenherzog Lothar. Wahrscheinlich hat auch die Erhebung seines Verwandten Dietrich zum Bischof von Münster im Frühjahr 1118 damit zu tun.

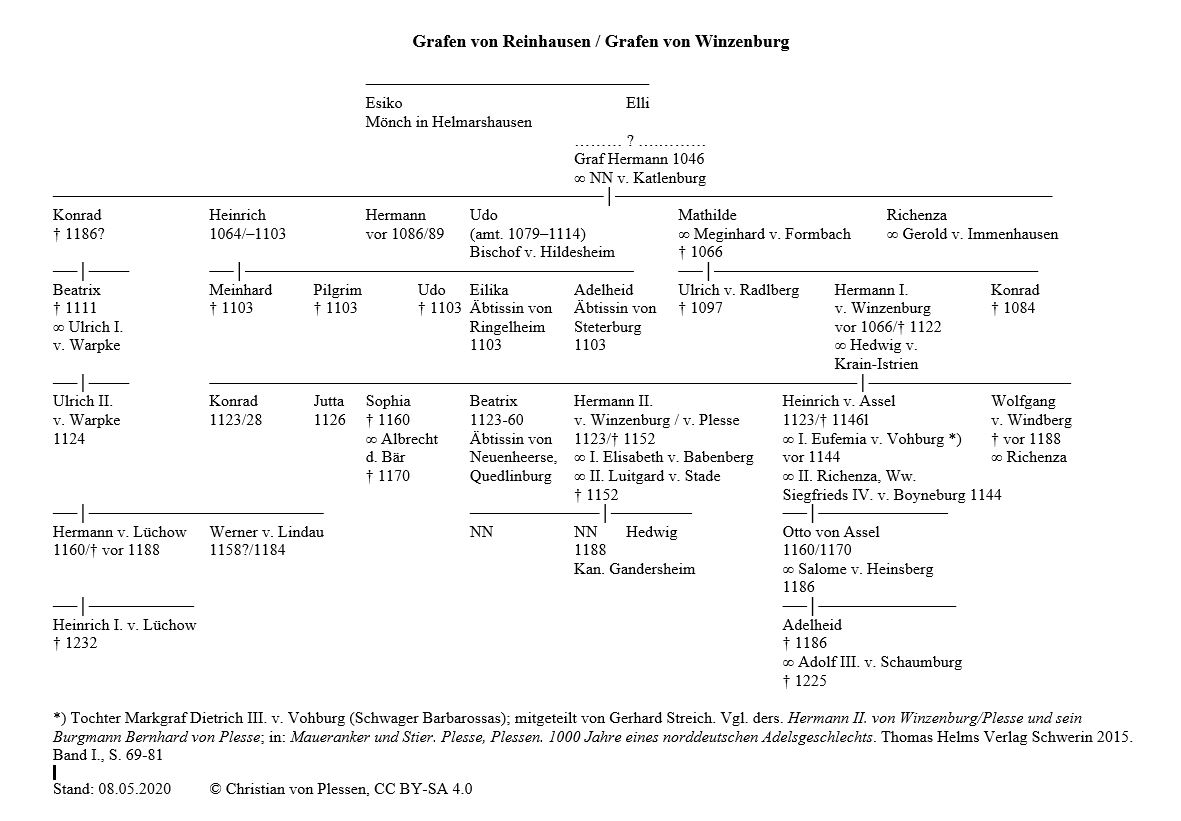
Genealogie nach Ch. v. Plessen

In der älteren Forschung und teilweise bis heute wird eine Abstammung Hermanns des I. von den Grafen von Vornbach vermutet, namentlich Meginhards von Rattelnberg und Windberg. Danach wären seine Geschwister gewesen:
- Ulrich V. von Windberg (~1050–1097), Graf von Windberg und Ratelnberg, Vogt von Göttweig, ⚭ 1072 mit Mathilde von Vohburg-Cham (~1050–nach 1125)
- Sophie von Formbach (* ~1053)
- Konrad I. Graf von Formbach (~1055–1084)
- Hermann I. von Formbach (* ~1060)

## Nachkommen
Hermann I. von Winzenburg war vermutlich zweimal verheiratet:
- ⚭ 1.) eine Eversteinerin
  - Sophie (um 1105–25. März 1160) ⚭ evtl. Albrecht I. der Bär, Markgraf von Brandenburg
  - Konrad
- ⚭ 2.) Hedwig, Tochter des Grafen von Assel-Woltingerode oder Hedwig von Krain-Istrien, Nichte Ulrichs II. von Weimar-Orlamünde († 1112),
  - Beatrix († 2. April 1160), 1123 Äbtissin von Neuenheerse und 1138 auch des Stifts Quedlinburg
  - Hermann II. von Winzenburg (um 1110–29./30. Januar 1152)
  - Mathilde (Jutta) († 22. Mai 1155) ⚭ 1128  Lothar Udo IV. Markgraf der Nordmark (aus der Grafschaft Stade)
  - Heinrich Graf von Assel / Asselburg[7] (um 1110/15–1146)